# Branta hutchinsii
L'oca della tundra, anche oca canadese minore o oca canadese di Hutchins  (Branta hutchinsii (Richardson, 1832)) è un uccello della famiglia Anatidae.

## Distribuzione e habitat
La specie è diffusa in Nord America. Nidifica nella tundra del Canada settentrionale e dell'Alaska e sverna nella parte meridionale degli Stati Uniti e in Messico.

## Tassonomia
Sono note le seguenti sottospecie:
- Branta hutchinsii asiatica	(Aldrich, 1946)†
- Branta hutchinsii leucopareia (J.F.von Brandt, 1836)
- Branta hutchinsii minima (Ridgway, 1885)
- Branta hutchinsii taverneri (Delacour, 1951)
- Branta hutchinsii hutchinsii (Richardson, 1832)